# 玻璃棒

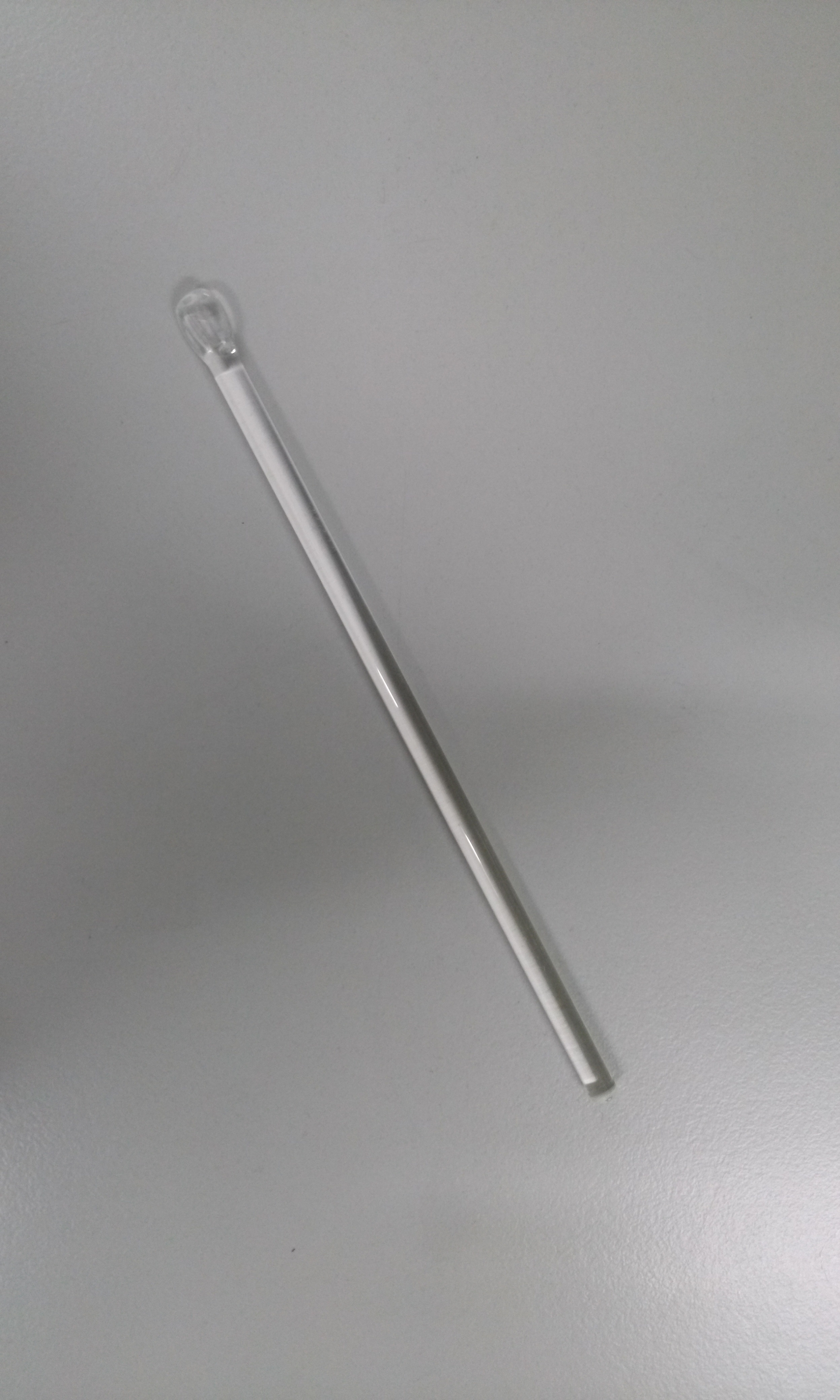
一攪拌用玻璃棒。

玻璃棒是化学实验中常見的實驗室設備之一，其原料由硼矽酸鹽玻璃製成，其外型比吸管稍長，厚度也比吸管稍厚，兩端外型為圓形末端。玻璃棒的功能有转移液体，搅拌化學物質，在过滤时起到引流的作用，或是可以做為簡易凸透鏡使用。

## 結構
玻璃棒通常由派熱克斯玻璃製成，這類型的玻璃原材料為硼矽酸鹽，其長度通常在10至40（3.9至15.7英寸）之間，厚度約為0.5（0.2英寸）。在製造上，最先從一片薄玻璃切成較小的部分；接著將兩端區域透過火焰拋光使其圓滑，避免在使用過程中刮傷玻璃器皿表面，特別是玻璃器皿在加熱時，這些刮傷可能會導致裂縫產生。在市面上也有其他形狀的玻璃棒，例如可用來打散沉積物的玻璃攪拌棒，這類型玻璃棒的其中之一端點外觀為平板型；或是將端點做成三角板型，使其外觀近似於澱帚；亦或是圓餅型端點玻璃棒，可用於壓碎化學品。雖然玻璃棒的結構非常堅固，但在使用時仍需控制力道，否則容易造成斷裂。

## 使用

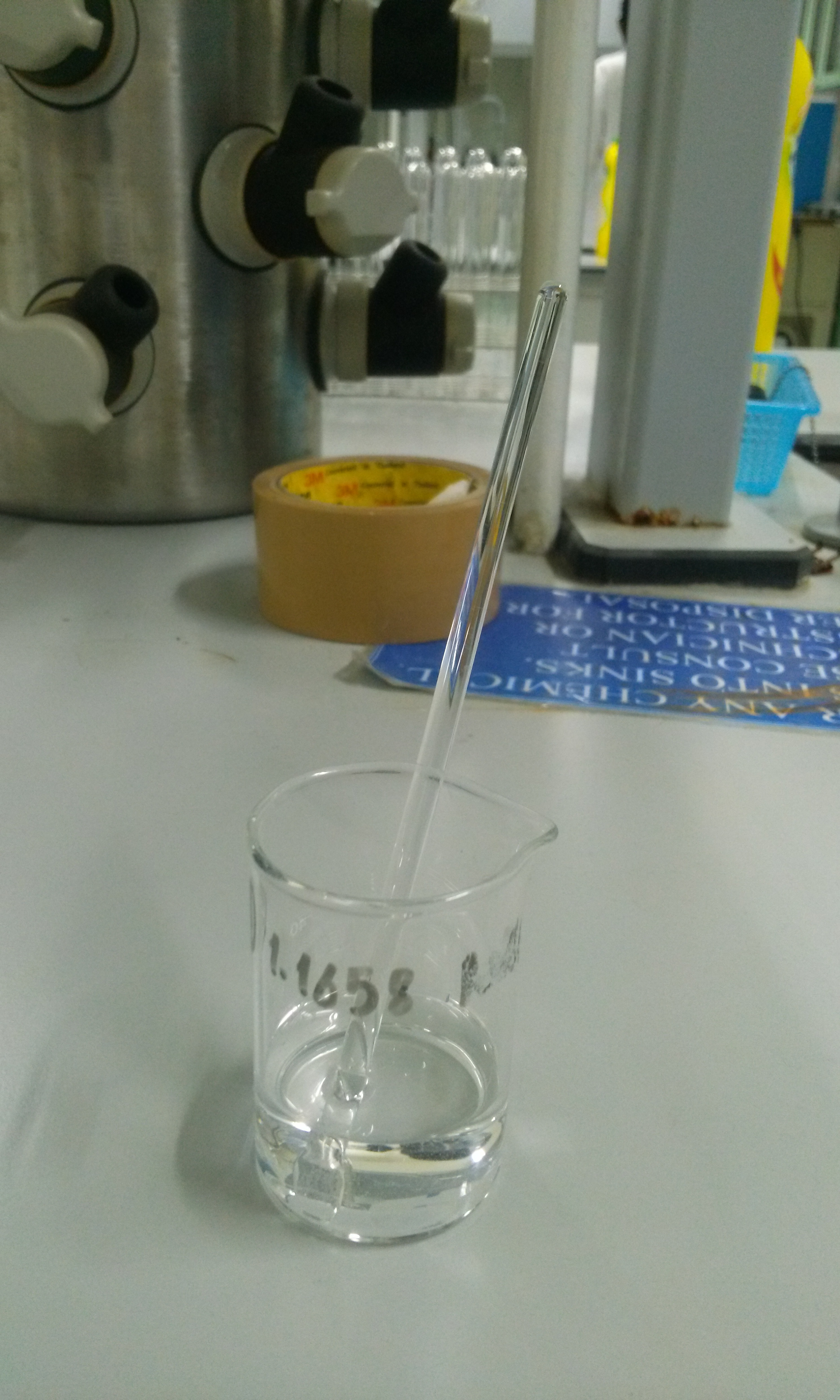
放置於燒杯中的玻璃棒。

玻璃棒通常用攪拌液體，混合物質用。在化學反應上，通常要透過攪拌才能進行，而玻璃棒為科學家提供可受控攪動的方式之一，並且不會直接與化學物質相互作用。
玻璃棒有時可用作實驗技術的一部分，另如在傾析液體時，利用玻璃棒與玻璃器皿的接觸，有助於避免沉澱物附著在玻璃器皿側面，並且可引導上層液體流入目標器皿內。使用玻璃棒的另一個好處是可以更好地控制液體流速，這在移轉一些容易發生劇烈反應的化學物質時非常重要。此方法也可用於將烧瓶或燒杯中的液體倒入試管中。
在重結晶過程中，若將玻璃棒刮試管或燒杯內表面時，容易誘導結晶作用發生，另外在萃取過程中還可以打散乳濁液。建議每次使用玻璃棒後需進行清洗，避免在下次使用時污染化學品。通常可將玻璃棒放入盛滿清水的燒杯中並攪拌之，將附著的汙染物去除。

## 物理實驗應用
以下2種經典物理實驗皆以玻璃棒進行。

### 光折射實驗
此實驗主要概念為向實驗者解釋光在不同液體中的折射率差異性；首先將玻璃棒放入盛有油和水的燒杯中，在水中一段的玻璃棒是可見的，因為玻璃與水對光的折射率不同，但在油中一段的玻璃棒卻消失了，這當中主要原因為玻璃與油的折射率非常相近，因此光線在穿過玻璃與油的界面時不會彎曲，進而降低折射現象。

### 摩擦起電實驗
玻璃棒可與其他物體透過表面摩擦方式，引發表面電荷轉移而產生帶電現象。在利用絲綢摩擦玻璃棒後，玻璃棒表面的電子會轉移至絲綢上，使絲綢帶負電荷，而玻璃棒帶正電荷。這種現象被稱為摩擦起電效應，可以用各種材料進行實驗，不過因玻璃棒和絲綢在生活上較易取得，所以在實驗上通常選擇這2種材料來驗證此效應。